# Ventura (album de Los Hermanos)
Pour les articles homonymes, voir Ventura.
Albums de Los Hermanos
Bloco do Eu Sozinho
(2001) 4
(2005)
Singles
1. Cara Estranho
Sortie : 2003
2. O Vencedor
Sortie : 2003
3. Último Romance
Sortie : 2003

Ventura est le troisième album du groupe Carioca Los Hermanos, sorti en 2003. 

## Description
Il a été le premier travail d'un groupe brésilien à être mis à disposition - illégalement - sur Internet avant sa sortie officielle,.
Il a été donné par l'édition brésilienne du magazine Rolling Stone comme l'un des 100 albums les plus importants de la musique brésilienne[réf. nécessaire].
L'album marque la reprise timide de la réussite commerciale de la bande. Lentement et avec peu de soutien de la radio, Ventura a été certifié disque d'or par l'Association brésilienne des producteurs de disques (50 000 exemplaires)[réf. nécessaire].
Au moment de la production de Ventura, en dépit de la tension entre le groupe et son label, Abril Musique (causée en partie par le fait que l'étiquette avait ignorée l'album précédent, Bloco do Eu Sozinho), le contrat a été maintenue. Mais quand l'album est prêt à être livré, le groupe est surpris avec la faillite de Abril Musique à la fin de 2002. Los Hermanos reçoit des offres de labels indépendants, tels que Trama et Deckdisc, et signe avec BMG, qui a racheté une partie du catalogue d'April Musique.

## Liste des titres
| No  | Titre                     | Paroles          | Musique          | Durée |
| --- | ------------------------- | ---------------- | ---------------- | ----- |
| 1.  | Samba a Dois              | Marcelo Camelo   | Marcelo Camelo   | 3:17  |
| 2.  | O Vencedor                | M. Camelo        | M. Camelo        | 3:20  |
| 3.  | Tá Bom                    | M. Camelo        | M. Camelo        | 2:18  |
| 4.  | Último Romance            | Rodrigo Amarante | Rodrigo Amarante | 4:25  |
| 5.  | Do Sétimo Andar           | R. Amarante      | R. Amarante      | 3:46  |
| 6.  | A Outra                   | M. Camelo        | M. Camelo        | 3:35  |
| 7.  | Cara Estranho             | M. Camelo        | M. Camelo        | 3:25  |
| 8.  | O Velho e o Moço          | R. Amarante      | R. Amarante      | 4:03  |
| 9.  | Além do Que Se Vê         | M. Camelo        | M. Camelo        | 3:50  |
| 10. | O Pouco Que Sobrou        | M. Camelo        | M. Camelo        | 3:03  |
| 11. | Conversa de Botas Batidas | M. Camelo        | M. Camelo        | 4:00  |
| 12. | Deixa o Verão             | R. Amarante      | R. Amarante      | 2:39  |
| 13. | Do Lado de Dentro         | M. Camelo        | M. Camelo        | 2:43  |
| 14. | Um Par                    | R. Amarante      | R. Amarante      | 2:57  |
| 15. | De Onde Vem a Calma       | M. Camelo        | M. Camelo        | 4:10  |